# Paracles venata
Paracles venata är en fjärilsart som beskrevs av Rothschild 1910. Paracles venata ingår i släktet Paracles och familjen björnspinnare. Inga underarter finns listade i Catalogue of Life.